# Juan Téllez-Girón, el Santo
Juan Téllez-Girón, el Santo (Osuna, 25 de abril de 1494 - 19 de mayo de 1558) fue un noble y mecenas castellano titulado IV conde de Ureña y señor de Cazalla de la Sierra, Morón de la Frontera, Arahal, Olvera, Archidona, Peñafiel, Ortejicar, Briones, Tiedra, Gumiel de Izán, Gelves y Frechilla. Además, ocupó los cargos de alcalde y del concejo de camarero de Carlos I de España.
Creó en la ciudad de Osuna el mayor y más deslumbrante conjunto monumental del renacimiento sevillano, con un patrimonio de edificios de interés difícilmente superable, que le convierten en el mecenas más importante de su época.

## Biografía
Juan Téllez-Girón nació en Osuna, siendo el tercer hijo de Juan Téllez Girón, segundo conde de Ureña y de Leonor de la Vega Velasco, hija de Pedro Fernández de Velasco y Manrique de Lara, segundo conde de Haro. Era nieto de Pedro Girón, Maestre de Calatrava.
Jerónimo Gudiel, su primer biógrafo, dice que en su niñez "le hicieron deprender letras, y así se dio a la gramática y a la música, en las cuales dos disciplinas fue tan aventajado que cualquier libro escrito en lengua latina de cualquiera facultades tan claro entendía que los trasladaba al castellano con mucha facilidad, y cualquiera voz por dificultosa que fuese, cantaba sueltamente y con algunos avisos y gracias musicales, componía algunas cosas que sonaban dulcemente. Oyó algún tiempo la lección de los Sagrados Cánones, de los cuales tuvo mediana noticia y no menor de las ciencias liberales".
Sucedió a los títulos de su hermano mayor en 1531, momento en que comienza su conocida labor de mecenazgo. Se casó con María de la Cueva y Toledo, hija de Francisco Fernández de la Cueva, segundo duque de Alburquerque y tuvieron seis hijos. Su sucesor, Pedro Téllez-Girón y de la Cueva, se convertiría en 1562 el I duque de Osuna.

## Fundaciones
Fue apodado el santo porque también fundó numerosas fundaciones religiosas, humanitarias y culturales en su ciudad natal, Osuna; entre otras, un monasterio franciscano y otro dominico. 
Comienza su mecenazgo en el año 1531 y lo continúa ininterrumpidamente durante toda su vida, siendo su última fundación de 1557, un año antes de su fallecimiento. Entre todas ellas gastó una importante fortuna de las muchas rentas que heredara de sus mayores, en una singular empresa de desinteresado mecenazgo, quizás nunca superado en nuestra historia.
Su primera fundación es la Iglesia de Santo Domingo, construida en el mismo año que heredó el condado, en 1531.

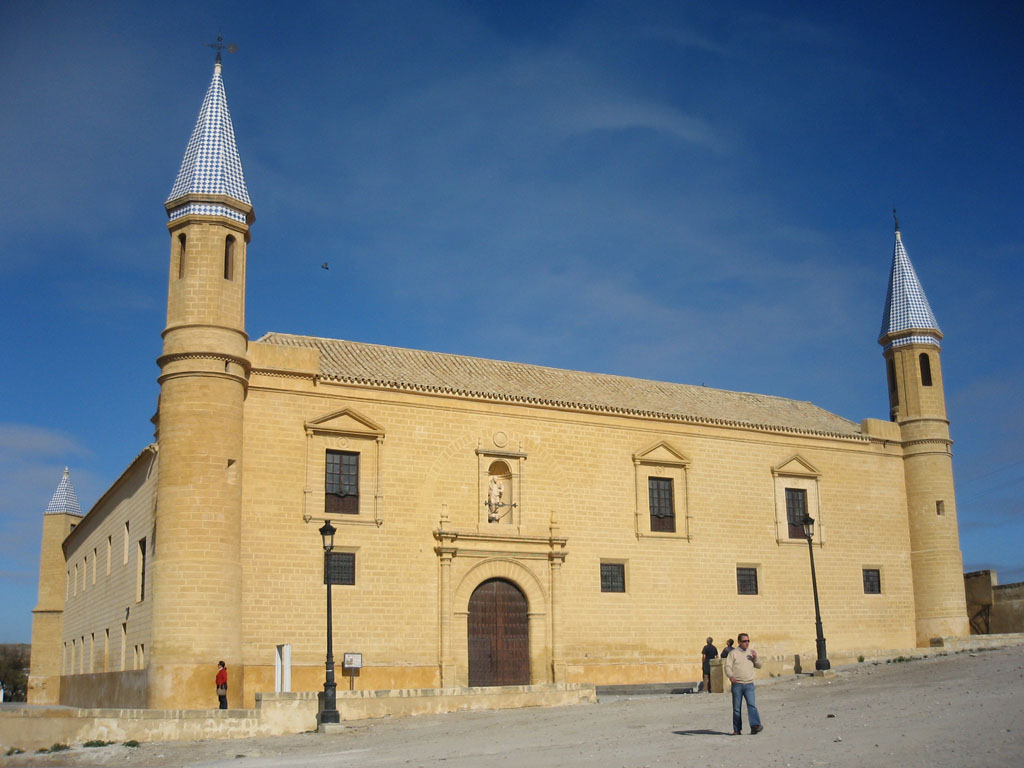
Universidad de Osuna, fundación de Juan Téllez Girón en 1548.

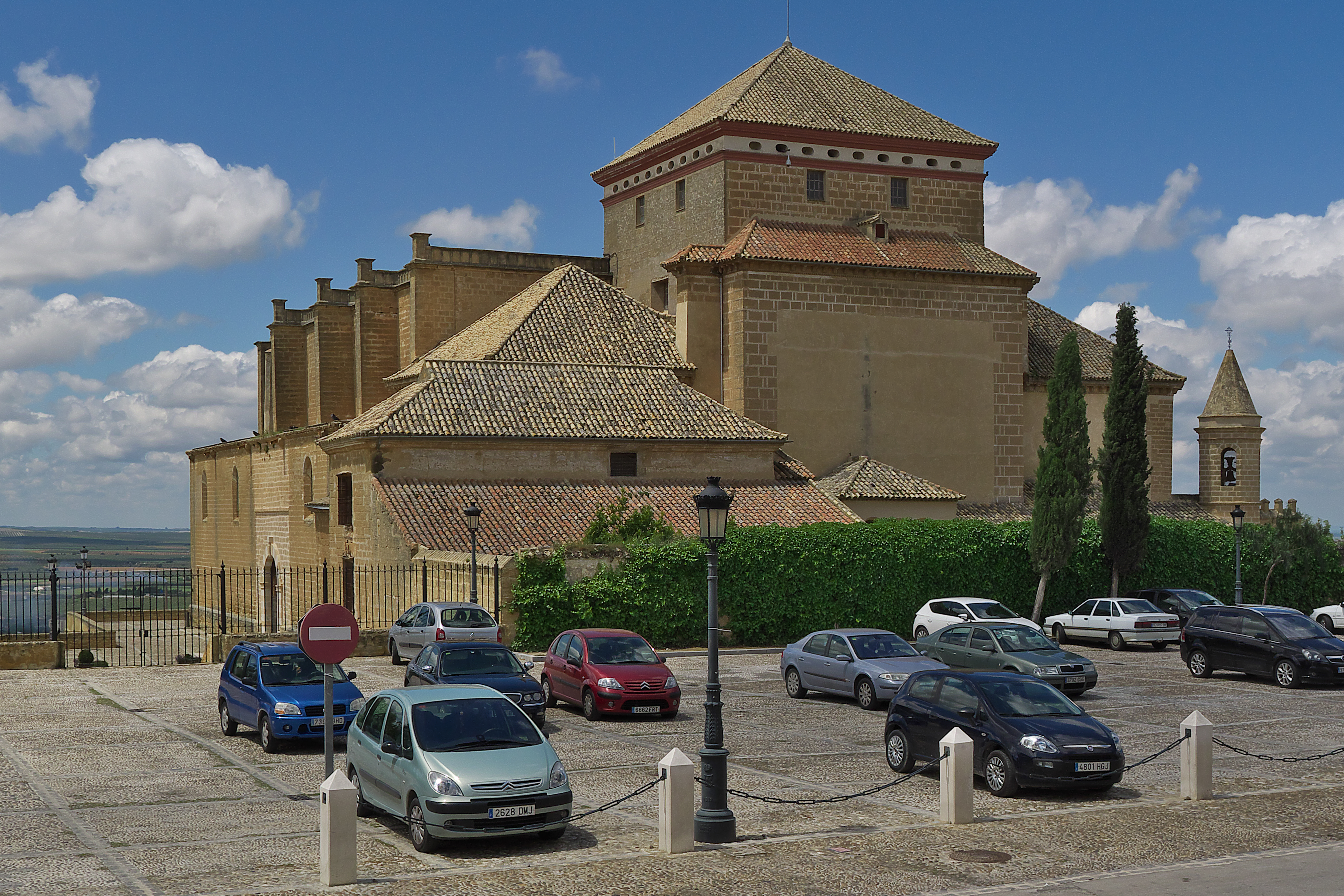
Colegiata de Nuestra Señora de la Asunción, Osuna.

Al año siguiente fundó el convento de San Francisco, para religiosos de esa Orden. Y al otro, en 1533, la Iglesia de San Pedro, que destinara a enterramientos de sus criados, y el convento de Santa Ana, junto con su esposa doña María de la Cueva, para religiosos descalzos de la Merced.
Antes de pasar un año después de esta fundación, la antigua parroquia de Osuna fue destruida por un incendio, por lo que en su lugar ordenó construir en 1534 la magnífica Colegiata, uno de los más bellos templos del renacimiento andaluz, con la pequeña iglesia de San Juan junto ella. Solo dos años más tarde mandaría edificar el concento del Santísimo Calvario (1536) para los franciscanos recoletos.
Luego de esta primera etapa, vendría una segunda en la que se crearían seis nuevas fundaciones. En el año 1540 se construyó el Convento para religiosos del Tercera Orden de Penitencia de San Francisco; y cinco años después, en 1545, la bella Capilla del Santo Sepulcro de la Colegiata, donde incluyó un pequeño claustro y una cripta para enterramiento propio y de sus descendientes.
1548 sería un año especialmente pródigo en fundaciones: en ese año se crearon la ermita de Santa Mónica, el convento para Padres Agustinos intitulado de Nuestra Señora de la Esperanza, y el de religiosos del Orden Mínimo de San Francisco de Paula.
Pero además, en el año 1548 fundó también la Universidad y colegio mayor de la Santa Concepción de Nuestra Señora, en la que se establecerían veinte cátedras, que según Rodríguez Marín, con los años se convertiría en "emporio del saber, gala y orgullo de Andalucía".
Aparte de preocuparse de aspectos religiosos y culturales de su ciudad natal, creó en ella, en el año 1549 el Hospital de la Encarnación, que posteriormente pasaría a ser el convento de la Encarnación.

## Descendencia
Juan Téllez-Girón tuvo seis hijos de su matrimonio con María de la Cueva y Toledo, hija de Francisco Fernández de la Cueva y Mendoza, II duque de Alburquerque, y de Francisca Álvarez de Toledo, hija del I duque de Alba:
- Su sucesor, Pedro Téllez-Girón y de la Cueva, V conde de Ureña, I duque de Osuna.
- Leonor y Francisca Girón y de la Cueva, que murieron siendo niñas.
- Leonor Girón y de la Cueva, que casó con Pedro Fajardo de Córdoba, marqués de Molina y marqués de Los Vélez, grande de España, y Mayordomo Mayor de la Reina Mariana de Austria.
- María Girón y de la Cueva, que casó con Juan Esteban Manrique de Lara Acuña y Manuel, IV  duque de Nájera, conde de Treviño, conde de Valencia de Don Juan y virrey de Valencia.
- Magdalena Girón y de la Cueva, dama de la reina Isabel de Valois, que casó con Jorge de Lencastre, duque de Aveiro.

| Predecesor: Pedro Girón y Velasco | Conde de Ureña 1531-1558 | Sucesor: Pedro Téllez-Girón y de la Cueva |